# Hermann Raydt
Hermann Friedrich Florenz  Raydt (* 29. Mai 1851 in Lingen; † 6. Dezember 1914 in Jena) war Pädagoge, Gymnasiallehrer, Schulleiter und erster Studiendirektor der Handelshochschule in Leipzig.

## Familie
Hermann Raydts Vater war Johannes Carl Wilhelm Raydt (1806–1877), Konrektor am Gymnasium in Lingen. Sein Großvater war der Professor der Rechte am Georgianum Theodor Christian Friedrich Raydt (1768–1833). Seine Brüder waren Wilhelm Carl Raydt (1768–1833), Chemiker, Gymnasiallehrer, Erfinder und Unternehmer, und Theodor Raydt (1840–1910), Pastor und Superintendent in Lingen.

Er heiratete am 26. September 1878 Alma Louise Krieg (* 1855).

## Leben
Raydt machte 1869 am Georgianum in Lingen das Abitur. Er nahm in Berlin das Studium der Mathematik und Naturwissenschaften auf setzte es in Heidelberg und Göttingen fort (1869–1873), unterbrochen durch die Teilnahme am Deutsch-Französischen Krieg. Nach bestandener Staatsprüfung im Sommer 1874 war er Lehrer am Realgymnasium Hildesheim, am Gymnasium Altona und der Gelehrtenschule Ratzeburg (1878–1892). 1886 unternahm er als Stipendiat der von Bismarck zu seinem 70. Geburtstag gegründeten Stiftung eine lange Studienreise durch die Schulen Englands und Schottlands. Ostern 1892 wurde Raydt Direktor des Real-Progymnasiums in Lauenburg/Elbe (1892–1894). Hier kam er erstmals mit dem Handelsschulwesen in Verbindung, da die Direktion der Gewerblichen Fortbildungsschule mit dem Gymnasium verbunden war. 1894 wurde er Direktor der städtischen Realschule II in Hannover. Ostern 1897 wurde er Direktor der Öffentlichen Handelslehranstalt zu Leipzig und gleichzeitig Studiendirektor der auf seine Initiative hin gegründeten Handelshochschule Leipzig. Im März 1912 trat Raydt nach 15 Jahren Tätigkeit in der Doppelfunktion als „Professor“ und „Geheimer Hofrat“ aus gesundheitlichen Gründen in den Ruhestand.
Um 1910 war Raydt Geschäftsführer des Zentralausschusses zur Förderung der Jugend- und Volksspiele.

## Schriften (Auswahl)
- Ein gesunder Geist in einem gesunden Körper: englische Schulbilder in deutschem Rahmen nach einer Studienreise aus der Bismarck-Schönhausen-Stiftung. Verlag von Carl Meyer (Gustav Prior), Hannover und Berlin 1889.
- Mehr Erziehung für die deutsche Jugend! Ein Wort zu den Verhandlungen über die Schulreform. Manz, Wien 1890.
- Zur Begründung einer Handels-Hochschule in Leipzig. Denkschrift im Auftrag der Handelskammer zu Leipzig. Leipzig 1897. (Digitalisat)
- Was will der Zentralausschuß von den Studierenden?. In: Arymund Fehrmann/Paul F. W. Meynen (Hrsg.), Turnen und Sport an deutschen Hochschulen. Ein Appell an Deutschlands Studenten und die, die es einst werden, Leipzig 1910, S. 20–25.